# Akekee
Akekee (Loxops caeruleirostris) är en akut hotad fågel i familjen finkar. Den förekommer endast på en enda ö i Hawaiiöarna.

## Utseende och läten
Akekeen är en 11 cm lång fink med kluven stjärt och konformad näbb med något korsade spetsar, som dock är svårt att se i fält. Hanen är olivgrön ovan och gul under. På huvudet syns en ljusblå näbb och en svart ögonmask från näbben till bakom ögat. Panna och övergump är gula. Honan är mer dämpad i färgerna och den svarta ögonmasken mindre utbredd. Sången beskrivs som livfull och drillande som varierar i både hastighet och tonhöjd.

## Utbredning och status
Fågeln förekommer enbart på ön Kauai i Hawaiiöarna (Kokee- och Alakaiträsket med omgivningar). Den har en mycket liten världspopulation bestående av 310 och 1000 häckande individer. Fram tills nyligen ansågs den vara relativt vanlig, men de senaste tio åren har den minskat kraftigt i antal. Internationella naturvårdsunionen IUCN kategoriserar arten som akut hotad.

## Familjetillhörighet
Arten tillhör en grupp med fåglar som kallas hawaiifinkar. Länge behandlades de som en egen familj. Genetiska studier visar dock att de trots ibland mycket avvikande utseende är en del av familjen finkar, närmast släkt med rosenfinkarna. Arternas ibland avvikande morfologi är en anpassning till olika ekologiska nischer i Hawaiiöarna, där andra småfåglar i stort sett saknas helt.